# نورمحمد جهانتیغ
نورمحمد جهانتیغ، روستایی در دهستان بزی بخش مرکزی شهرستان نیمروز در استان سیستان و بلوچستان ایران است.
قوم بلوچ و فارس زندگی میکنند و اقوام بلوچ صفرزایی و سارانی هستند و قوم سیستانی جهانتیغ  و بندانی و اکثرا باهم خویشاوند هستند.

## جمعیت
بر پایه سرشماری عمومی نفوس و مسکن در سال ۱۳۹۵، جمعیت این روستا برابر با ۱۱۵ نفر (۳۵ خانوار) بوده‌است.